# Macroperipatus acacioi
Macroperipatus acacioi är en klomaskart som först beskrevs av Ernst Marcus 1955.  Macroperipatus acacioi ingår i släktet Macroperipatus och familjen Peripatidae. Inga underarter finns listade i Catalogue of Life.